# Melek
Melek (in ungherese Mellek) è un comune della Slovacchia facente parte del distretto di Nitra, nella regione omonima.